# Звенигородська сільська рада (Олександрія)
Звенигородська сільська́ ра́да — колишній, до реформи 2020 року, орган місцевого самоврядування у складі Олександрійської міської ради Кіровоградської області. Адміністративний центр — село Звенигородка.

## Населені пункти
Сільській раді були підпорядковані населені пункти:
- с. Звенигородка
- с. Головківське
- с. Марто-Іванівка
- с. Олександро-Степанівка

## Склад ради
Рада складалася з 16 депутатів та голови.
- Голова ради: Федоренко Юрій Петрович
- Секретар ради: Авраменко Валентина Іванівна

### Керівний склад попередніх скликань
| ПІБ                     | Основні відомості                                                 | Дата обрання | Дата звільнення |
| ----------------------- | ----------------------------------------------------------------- | ------------ | --------------- |
| Федоренко Юрій Петрович | Сільський голова, 1951 року народження, освіта вища, безпартійний | 26.03.2006   | 31.10.2010      |
| Федоренко Юрій Петрович | Сільський голова, 1951 року народження, освіта вища, безпартійний | 31.10.2010   |                 |

Примітка: таблиця складена за даними джерела

### Депутати
За результатами місцевих виборів 2010 року депутатами ради стали:

#### За суб'єктами висування
| Суб'єкт висування                 | Кількість обраних депутатів | %    |
| --------------------------------- | --------------------------- | ---- |
| Партія регіонів                   | 6                           | 37,5 |
| Самовисування                     | 4                           | 25   |
| Комуністична партія України       | 3                           | 18,8 |
| Політична партія «Сильна Україна» | 3                           | 18,8 |

#### За округами
| № округу                          | Прізвище, ім'я, по батькові     | Дата визнання обраним | Освіта         | Партійна приналежність                  | Відомості про обраного депутата                                |
| --------------------------------- | ------------------------------- | --------------------- | -------------- | --------------------------------------- | -------------------------------------------------------------- |
| Комуністична партія України       |                                 |                       |                |                                         |                                                                |
| 3                                 | Кучеренко Валерій Дмитрович     | 05.11.2010            | Освіта середня | член Комуністичної партії України       | пенсіонер                                                      |
| 10                                | Тесленко Наталія Вікторівна     | 05.11.2010            | Освіта вища    | член Комуністичної партії України       | приватний підприємець                                          |
| 15                                | Бугрій Анатолій Пантелійович    | 05.11.2010            | Освіта середня | член Комуністичної партії України       | ТОВ «АгроАльянс ЛТД», водій                                    |
| Партія регіонів                   |                                 |                       |                |                                         |                                                                |
| 2                                 | Бойчук Іван Йосипович           | 05.11.2010            | Освіта середня | позапартійний                           | загальноосвітній навчальний заклад с. Мартоіванівка, охоронець |
| 4                                 | Червяк Наталія Владиславівна    | 05.11.2010            | Освіта вища    | член Партії регіонів                    | фельдшерсько-акушерський пункт с. Мартоіванівка, завідувачка   |
| 6                                 | Пащенко Валерій Олександрович   | 05.11.2010            | Освіта вища    | позапартійний                           | МВ УМВС, заступна начальника слідчого відділу                  |
| 7                                 | Котляр Лілія Петрівна           | 05.11.2010            | Освіта вища    | член Партії регіонів                    | ЗАТ «Рургрупс», оператор заправочної станції № 2               |
| 9                                 | Маменко Віктор Анатолійович     | 05.11.2010            | Освіта середня | член Партії регіонів                    | ВАТ «Укртелеком», водій                                        |
| 12                                | Бендеров Дмитро Христофорович   | 05.11.2010            | Освіта вища    | позапартійний                           | Звенигородський загальноосвітній навчальний заклад, директор   |
| Політична партія «Сильна Україна» |                                 |                       |                |                                         |                                                                |
| 8                                 | Волков Валентин Андрійович      | 05.11.2010            | Освіта середня | член Політичної партії «Сильна Україна» | СТОВ «Гірник», головний інженер                                |
| 11                                | Даценко Сергій Вікторович       | 05.11.2010            | Освіта середня | член Політичної партії «Сильна Україна» | центральна районна лікарня, водій                              |
| 16                                | Годунов Іван Михайлович         | 05.11.2010            | Освіта середня | позапартійний                           | тимчасово не працює                                            |
| Самовисування                     |                                 |                       |                |                                         |                                                                |
| 1                                 | Федоренко Олександр Миколайович | 05.11.2010            | Освіта середня | позапартійний                           | зернова компанія м. Олександрія, водій                         |
| 5                                 | Дяков Андрій Миколайович        | 05.11.2010            | Освіта середня | позапартійний                           | приватний підприємець Антонова О. В., слюсар                   |
| 13                                | Острівний Микола Степанович     | 05.11.2010            | Освіта вища    | позапартійний                           | фермерське господарство «Веселка», голова                      |
| 14                                | Авраменко Валентина Іванівна    | 05.11.2010            | Освіта вища    | позапартійна                            | Звенигородська сільська рада, секретар                         |

## Населення
За переписом населення України 2001 року в сільській раді мешкали 2454 особи.